# Heinrich Löser (Erbmarschall)
Heinrich Löser († um 1475) gilt als der achte Erbmarschall der Kursachsen.

## Leben
Er stammt aus dem im Kurkreis ansässig gewesenen Adelsgeschlecht Löser und ist der älteste Sohn von Dam Löser, der im Besitz des Erbmarschallamts im Kurfürstentum Sachsen war. Nach dem Tod des Vaters erbte er das Erbmarschallamt und das Familiengut Pretzsch (Elbe). Das war unter der Regierungszeit des Kurfürsten Ernst von Sachsen.
Löser hinterließ keine Nachkommen, da er unverheiratet war. Dadurch fielen das Erbmarschallamt und seine Besitzungen an seinen jüngeren Bruder Hans Löser.